# Biniaraix
Biniaraix es una localidad española perteneciente al municipio de Sóller, en Mallorca, comunidad autónoma de las Islas Baleares. Una pequeña parte del núcleo se encuentra en el término municipal de Fornaluch.
Localizado en una elevación notable y situado bajo el vesante de las montañas del Valle de Sóller. Esta localidad cuenta con 440 habitantes (2022) en la parte sollerense.
Caracterizada por parajes verdes todo el año y extensos huertos de naranjos, famosos en toda la isla.

## Evolución demográfica
| 2000 | 2001 | 2002 | 2003 | 2004 | 2005 | 2006 | 2007 | 2008 | 2009 | 2010 | 2011 |
| 428  | 417  | 426  | 422  | 416  | 433  | 459  | 499  | 513  | 515  | 509  | 499  |